# Burcht Pyrmont
De Burcht Pyrmont (Duits: Burg Pyrmont) is een burcht boven op een berg tussen de Duitse plaatsjes Roes en Pillig, in de buurt van Burg Eltz.
De burcht werd gebouwd door Kuno von Pyrmont und von Ehrenberg en zijn zoon Kuno II was de eerste die zich de heer von Pyrmont liet noemen. Eind 15e eeuw kwam de burcht via een huwelijk in handen van de familie Eltz. Eind 17e eeuw kwam de familie Walboott von Bassenheim in het bezit van de burcht. Deze lieten de burcht begin 18e eeuw verbouwen.